# Ice Queen
Ice Queen (DSFA Single) er den anden single fra det hollandske band Within Temptation
Singlen blev tillige udgivet i en "GUN"-version. 

## Sange
1.Ice Queen (Radio Version) – 3:51
 
2.Mother Earth (Leidse Kade Live) – 6:20 

3.Caged (Leidse Kade Live) – 5:54 

4.Ice Queen (Leidse Kade Live) – 5:10 

5.Ice Queen (Demo Version August 2000) – 4:32 

6.Caged (Demo Version August 2000) – 4:31
GUN-version:

## Sange-Gnu
1. Ice Queen (Single Edit) – 3:48
2. World of Make Believe – 4:47
3. Ice Queen (Acoustic @ MXL) – 3:51
4. Ice Queen (Live @ Leidse Kade) – 5:44
5. Mother Earth (Orchestra Version) – 3:29
6. Mother Earth (Live @ Leidse Kade) – 5:44